# Michaił Siemionow (żołnierz)
Michaił Aleksandrowicz Siemionow, ros. Михаил Александрович Семенов (ur. w 1894 w Sankt Petersburgu, zm. 4 lutego 1965 w Brazylii) – rosyjski oficer, biały emigrant, organizator i dowódca Ochotniczego Pułku SS „Varjag” podczas II wojny światowej.
Pochodził ze szlacheckiej rodziny. W 1912 r. ukończył 1 korpus kadetów. Następnie uczył się w imperatorskim liceum aleksandrowskim. Nie ukończył go, lecz wstąpił do pawłowskiej szkoły wojennej. Przed wybuchem rewolucji bolszewickiej służył w pułku jegrów gwardii jako podoficer, a następnie adiutant dowódcy. Od 1918 r. walczył po stronie białych. Służył w szeregach samodzielnego 1 pułku gwardii Armii Ochotniczej gen. Antona I. Denikina, zostając dowódcą oddziału konnych zwiadowców. Następnie walczył w armii gen. Piotra N. Wrangla na Krymie. W listopadzie 1920 r. ewakuował się wraz z wojskami białych na półwysep Gallipoli w Turcji. W 1922 r. zamieszkał w Osijeku w Jugosławii, gdzie stał na czele Zrzeszenia Monarchistycznego i miejscowego oddziału Związku Rosyjskiej Młodzieży Narodowej.
Po jej zajęciu przez Niemców w kwietniu 1941 r., podjął współpracę z okupantami, nawiązując kontakty z Głównym Urzędem Bezpieczeństwa Rzeszy. Od marca 1942 r. organizował w Belgradzie ochotniczy batalion złożony z rosyjskich białych emigrantów i jeńców wojennych z Armii Czerwonej, zostając jego dowódcą w stopniu SS-Hauptsturmführera. W 1943 r. zdał dowództwo i wyjechał do Niemiec, gdzie w Sonnenbergu zajął się formowaniem kolejnych kolaboracyjnych oddziałów rosyjskich specjalnego przeznaczenia. Przyjął niemieckie obywatelstwo. W latach 1944–1945 otrzymał awanse do stopni kolejno majora, podpułkownika i pułkownika. Pod koniec 1944 r. ponownie objął dowództwo swojego batalionu, rozbudowując go w lutym 1945 r. do wielkości pułku pod nazwą Freiwillige SS-Sonder-Regiment „Varjag”. Podporządkował go formalnie Komitetowi Wyzwolenia Narodów Rosji. Pułk operował wówczas na obszarze Słowenii, walcząc przeciwko komunistycznym partyzantom. Pułkownik M. A. Siemionow został odznaczony Żelaznym Krzyżem I i II klasy. Po kapitulacji Niemiec 8/9 maja, poddał swoją jednostkę w rejonie Klagenfurtu Brytyjczykom. 
Do 1946 r. przebywał w brytyjskiej niewoli. Uniknął repatriacji do ZSRR. Początkowo zamieszkał w Bawarii, gdzie utworzył monarchiczną organizację rosyjską. Pod koniec lat 40. wyjechał do Brazylii, gdzie działał w Zrzeszeniu Kadeckim i Federacji Rosyjskich Organizacji Narodowych w Brazylii w São Paulo. Wydawał antykomunistyczne pisma, pisał artykuły. Zmarł 4 lutego 1965 r.

## Życiorys
Siergiej G. Czujew, Спецслужбы Третьего Рейха, t. 2, 2003